# Гоф, Ричард (футболист)
Чарльз Ри́чард Гоф (англ. Charles Richard Gough; 5 апреля 1962, Стокгольм, Швеция) — шотландский футболист, тренер. Выступал на позиции защитника.
Лучшие годы Гофа-футболиста прошли в глазговском клубе «Рейнджерс», в составе которого он девять раз становился чемпионом Шотландии, три раза выиграл Кубок страны и ещё шесть раз — Кубок лиги.
В период с 1983 по 1993 год Ричард защищал цвета национальной сборной Шотландии. Участник двух чемпионатов мира — 1986 и 1990, и европейского первенства 1992. Всего за «тартановую армию» провёл 61 матч, забил шесть голов. По этому показателю он делит одиннадцатое-двенадцатое места с другим известным игроком «Рейнджерс» Алли Маккойстом.
По окончании карьеры футболиста Гоф стал тренером. Без особого успеха он с 2004 по 2005 год был наставником клуба «Ливингстон».
В 2006 году Ричард был включён в Зал славы шотландского футбола.

## Карьера футболиста

### Клубная карьера

#### Ранние годы
Гоф родился 5 апреля 1962 года в столице Швеции — Стокгольме. Отец будущего игрока сборной Шотландии, Чарли, также являлся футболистом, выступал за английский клуб «Чарльтон Атлетик», мать — шведка по национальности. Детство Ричарда прошло в ЮАР, где Гоф-старший заканчивал свою спортивную карьеру. Образование будущий футболист получил в йоханнесбургской школе «Король Эдуард VII» (англ. King Edward VII School). Команда этого учебного заведения, «Витс Юниверсити», и стала для Ричарда первым коллективом по соккеру. Завершив образование, Гоф ездил на пробы в британские клубы «Рейнджерс» и «Чарльтон Атлетик», но и там, и там его ждала неудача.

#### Карьера в Великобритании
В 1980 году Ричард подписал свой первый профессиональный контракт с шотландской командой «Данди Юнайтед». За «арабов» Гоф выступал на протяжении пяти с небольшим сезонов, забив 37 голов в 257 играх. По итогам сезона 1982/83 защитник стал чемпионом страны в составе дандийского коллектива.
20 августа 1986 года Ричард перебрался в Англию, где заключил соглашение о сотрудничестве с лондонским клубом «Тоттенхэм Хотспур». За трансфер Гофа «шпоры» заплатили «Данди Юнайтед» 750 тысяч фунтов стерлингов. Шотландский защитник быстро стал лидером «Тоттенхэма» и в том же сезоне был избран капитаном команды. В футбольном году 1986/87 Гоф с «Хотспур» достигли финала Кубка Англии, где однако уступили в дополнительное время клубу «Ковентри Сити» со счётом 2:3. Несмотря на объективные успехи Ричарда в Англии, его психологическое состояние оставляло желать лучшего — в межсезонье в приватном разговоре с руководством «Тоттенхэма» защитник попросил отпустить его на родину, так как он испытывал огромные трудности в связи с тоской по Шотландии. В «Хотспур» с пониманием восприняли проблемы Гофа и вскоре было объявлено, что любой коллектив из «горской» страны может вести с ним переговоры.
14 октября 1987 года Ричард пополнил ряды глазговского клуба «Рейнджерс», который заплатил за него «шпорам» один миллион фунтов. Вскоре Гоф также, как и в «Тоттенхэме», стал капитаном команды. Десять сезонов под руководством Ричарда стали поистине триумфальными для «джерс» — они завоевали девять чемпионских титулов, а сам защитник за это время дважды становился лучшим футболистом страны — в 1986 году по версии коллег-игроков, в 1989 году по версии журналистов Шотландии. Девять побед подряд в первенстве стали уникальным достижением в истории футбола «горской» страны. Помимо Гофа ещё двумя подобными игроками являются Алли Маккойст и Иан Фергюсон, которые и выступали вместе с Ричардом в «Рейнджерс» в это время.

#### США
В июне 1997 году Гоф покинул Великобританию, перейдя в клуб из США «Канзас-Сити Уизардс». Неплохо влившись в команду, Ричард по итогам сезона был включён в символическую сборную года MLS. В октябре защитник вернулся в Шотландию, где ещё год поиграл за «Рейнджерс». 31 мая 1998 года Ричард вновь отправился за океан — на этот раз в клуб «Сан-Хосе Клаш». За калифорнийский коллектив Гоф играл до марта следующего года, после чего по арендному соглашению до конца сезона 1998/99 перебрался в английский «Ноттингем Форест».

#### «Эвертон»
По окончании футбольного года контракт шотландца с «Сан-Хосе» истёк. Ранее Гоф подписал предварительное соглашение о сотрудничестве с ливерпульским «Эвертоном», которым руководил бывший тренер Ричарда в «Рейнджерс» Уолтер Смит. В составе «ирисок» защитник выступал два сезона, после чего объявил о завершении своей карьеры футболиста.

#### Клубная статистика
| Клуб                           | Сезон                          | Чемпионат | Чемпионат | Кубок | Кубок | Кубок Лиги | Кубок Лиги | Еврокубки | Еврокубки | Итого | Итого |
| Клуб                           | Сезон                          | Игры      | Голы      | Игры  | Голы  | Игры       | Голы       | Игры      | Голы      | Игры  | Голы  |
| ------------------------------ | ------------------------------ | --------- | --------- | ----- | ----- | ---------- | ---------- | --------- | --------- | ----- | ----- |
| Данди Юнайтед                  | 1980/81                        | 4         | 0         | —     | —     | —          | —          | —         | —         | 4     | 0     |
| Данди Юнайтед                  | 1981/82                        | 30        | 1         | 4     | 0     | 6          | 1          | 5         | 0         | 45    | 2     |
| Данди Юнайтед                  | 1982/83                        | 34        | 8         | 1     | 0     | 9          | 1          | 8         | 0         | 52    | 9     |
| Данди Юнайтед                  | 1983/84                        | 33        | 3         | 3     | 0     | 10         | 5          | 8         | 0         | 54    | 8     |
| Данди Юнайтед                  | 1984/85                        | 34        | 6         | 6     | 1     | 6          | 0          | 6         | 1         | 52    | 8     |
| Данди Юнайтед                  | 1985/86                        | 31        | 5         | 5     | 1     | 5          | 2          | 6         | 1         | 47    | 9     |
| Данди Юнайтед                  | 1986/87                        | 3         | 1         | —     | —     | —          | —          | —         | —         | 3     | 1     |
| Всего за «Данди Юнайтед»       | Всего за «Данди Юнайтед»       | 169       | 24        | 19    | 2     | 36         | 9          | 33        | 2         | 257   | 37    |
| Тоттенхэм Хотспур              | 1986/87                        | 40        | 2         | 6     | 0     | 9          | 0          | —         | —         | 55    | 2     |
| Тоттенхэм Хотспур              | 1987/88                        | 9         | 0         | —     | —     | 1          | 0          | —         | —         | 10    | 0     |
| Всего за «Тоттенхэм Хотспур»   | Всего за «Тоттенхэм Хотспур»   | 49        | 2         | 6     | 0     | 10         | 0          | 0         | 0         | 65    | 2     |
| Рейнджерс                      | 1987/88                        | 31        | 5         | 2     | 0     | 1          | 0          | 2         | 1         | 36    | 6     |
| Рейнджерс                      | 1988/89                        | 35        | 4         | 7     | 0     | 5          | 1          | 4         | 0         | 51    | 5     |
| Рейнджерс                      | 1989/90                        | 26        | 0         | 1     | 0     | 3          | 0          | 1         | 0         | 31    | 0     |
| Рейнджерс                      | 1990/91                        | 26        | 0         | 3     | 0     | 5          | 1          | 3         | 0         | 37    | 1     |
| Рейнджерс                      | 1991/92                        | 33        | 2         | 5     | 1     | 3          | 0          | 1         | 0         | 42    | 3     |
| Рейнджерс                      | 1992/93                        | 25        | 2         | 2     | 0     | 5          | 1          | 7         | 0         | 39    | 3     |
| Рейнджерс                      | 1993/94                        | 37        | 3         | 5     | 0     | 5          | 0          | 1         | 0         | 48    | 3     |
| Рейнджерс                      | 1994/95                        | 25        | 1         | 2     | 0     | 2          | 0          | 2         | 0         | 31    | 1     |
| Рейнджерс                      | 1995/96                        | 29        | 3         | 2     | 0     | 3          | 0          | 8         | 2         | 42    | 5     |
| Рейнджерс                      | 1996/97                        | 27        | 5         | 2     | 0     | 5          | 0          | 7         | 1         | 41    | 6     |
| Рейнджерс                      | 1997/98                        | 24        | 1         | 6     | 1     | —          | —          | —         | —         | 30    | 2     |
| Всего за «Рейнджерс»           | Всего за «Рейнджерс»           | 318       | 26        | 37    | 2     | 37         | 3          | 36        | 4         | 428   | 35    |
| Канзас-Сити Уизардс            | 1997                           | 17        | 0         | —     | —     | —          | —          | —         | —         | 17    | 0     |
| Всего за «Канзас-Сити Уизардс» | Всего за «Канзас-Сити Уизардс» | 17        | 0         | 0     | 0     | 0          | 0          | 0         | 0         | 17    | 0     |
| Сан-Хосе Клаш                  | 1998                           | 19        | 2         | —     | —     | —          | —          | —         | —         | 19    | 2     |
| Всего за «Сан-Хосе Клаш»       | Всего за «Сан-Хосе Клаш»       | 19        | 2         | 0     | 0     | 0          | 0          | 0         | 0         | 19    | 2     |
| Ноттингем Форест               | 1998/99                        | 7         | 0         | —     | —     | —          | —          | —         | —         | 7     | 0     |
| Всего за «Ноттингем Форест»    | Всего за «Ноттингем Форест»    | 7         | 0         | 0     | 0     | 0          | 0          | 0         | 0         | 7     | 0     |
| Эвертон                        | 1999/00                        | 29        | 1         | 3     | 0     | —          | —          | —         | —         | 32    | 1     |
| Эвертон                        | 2000/01                        | 9         | 0         | 1     | 0     | —          | —          | —         | —         | 10    | 0     |
| Всего за «Эвертон»             | Всего за «Эвертон»             | 38        | 1         | 4     | 0     | 0          | 0          | 0         | 0         | 42    | 1     |
| Всего за карьеру               | Всего за карьеру               | 617       | 55        | 66    | 4     | 83         | 12         | 69        | 6         | 835   | 77    |

### Сборная Шотландии
Дебют Ричарда в национальной сборной Шотландии состоялся 30 марта 1983 года, когда он провёл полный матч против швейцарцев в рамках отборочного турнира к чемпионату Европы 1984 года. 16 июня того же года Гоф забил свой первый гол за «тартановую армию», поразив в товарищеском поединке ворота Канады. В 1986 году защитник в составе сборной Шотландии поехал на мировое первенство, проходившее в Мексике. На турнире Ричард провёл три матча — против Дании, ФРГ и Уругвая. Сам «мундиаль» подопечные Алекса Фергюсона провалили, набрав лишь одно очко в трёх поединках группового этапа и, тем самым, заняв последнее место в своей группе E. Через четыре года Ричард вновь стал участником чемпионата мира. Первенство проходило в Италии, и на нём Гоф сыграл лишь один матч — против Коста-Рики. Последним крупным международным форумом для Ричарда стало европейское первенство 1992 года. На турнире Гоф был капитаном шотландской сборной и полностью провёл все три матча команды. Карьеру в «тартановой армии» Ричард завершил на минорной ноте — 28 апреля 1993 года «горцы» унизительно проиграли Португалии со счётом 0:5. Сразу же после встречи Гаф в интервью обрушился с жёсткой критикой в адрес наставника шотландцев Энди Роксбурга и его ассистента Крейга Брауна, назвав их тренерские методы «устаревшими» и «недопустимыми». Естественно, что после этого защитник был выставлен за порог сборной и больше в неё не вызывался.
Всего за десять лет выступлений за национальную команду Гаф провёл 61 матч, в которых шесть раз поражал ворота соперников.

#### Матчи и голы за сборную Шотландии
| №  | Дата             | Место                                        | Оппонент          | Счёт | Голы Гафа | Соревнование                                                      |
| 1  | 30 марта 1983    | «Хэмпден Парк», Глазго, Шотландия            | Швейцария         | 2:2  | —         | Отборочный матч чемпионата Европы по футболу 1984                 |
| 2  | 24 мая 1983      | «Хэмпден Парк», Глазго, Шотландия            | Северная Ирландия | 0:0  | —         | Домашний чемпионат Великобритании                                 |
| 3  | 28 мая 1983      | «Ниниан Парк», Кардифф, Уэльс                | Уэльс             | 2:0  | —         | Домашний чемпионат Великобритании                                 |
| 4  | 1 июня 1983      | «Уэмбли», Лондон, Англия                     | Англия            | 0:2  | —         | Домашний чемпионат Великобритании                                 |
| 5  | 12 июня 1983     | «Empire Stadium», Ванкувер, Канада           | Канада            | 2:0  | —         | Товарищеский матч                                                 |
| 6  | 16 июня 1983     | «Стадион Содружества», Эдмонтон, Канада      | Канада            | 3:0  | 1         | Товарищеский матч                                                 |
| 7  | 20 июня 1983     | «Варсити», Торонто, Канада                   | Канада            | 2:0  | —         | Товарищеский матч                                                 |
| 8  | 21 сентября 1983 | «Хэмпден Парк», Глазго, Шотландия            | Уругвай           | 2:0  | —         | Товарищеский матч                                                 |
| 9  | 12 октября 1983  | «Хэмпден Парк», Глазго, Шотландия            | Бельгия           | 1:1  | —         | Отборочный матч чемпионата Европы по футболу 1984                 |
| 10 | 16 ноября 1983   | «Курт Ваббель», Галле, ГДР                   | ГДР               | 1:2  | —         | Отборочный матч чемпионата Европы по футболу 1984                 |
| 11 | 13 декабря 1983  | «Уиндзор Парк», Белфаст, Северная Ирландия   | Северная Ирландия | 0:2  | —         | Домашний чемпионат Великобритании                                 |
| 12 | 28 февраля 1984  | «Хэмпден Парк», Глазго, Шотландия            | Уэльс             | 2:1  | —         | Домашний чемпионат Великобритании                                 |
| 13 | 26 мая 1984      | «Хэмпден Парк», Глазго, Шотландия            | Англия            | 1:1  | —         | Домашний чемпионат Великобритании                                 |
| 14 | 1 июня 1984      | «Велодром», Марсель, Франция                 | Франция           | 0:2  | —         | Товарищеский матч                                                 |
| 15 | 27 февраля 1985  | «Рамон Санчес Писхуан», Севилья, Испания     | Испания           | 0:1  | —         | Отборочный матч чемпионата мира по футболу 1986                   |
| 16 | 25 мая 1985      | «Хэмпден Парк», Глазго, Шотландия            | Англия            | 1:0  | 1         | Rous Cup                                                          |
| 17 | 28 мая 1985      | «Лаугардалсвёллур», Рейкьявик, Исландия      | Исландия          | 1:0  | —         | Отборочный матч чемпионата мира по футболу 1986                   |
| 18 | 10 сентября 1985 | «Ниниан Парк», Кардифф, Уэльс                | Уэльс             | 1:1  | —         | Отборочный матч чемпионата мира по футболу 1986                   |
| 19 | 16 октября 1985  | «Хэмпден Парк», Глазго, Шотландия            | ГДР               | 0:0  | —         | Товарищеский матч                                                 |
| 20 | 4 декабря 1985   | Олимпийский стадион, Мельбурн, Австралия     | Австралия         | 0:0  | —         | Отборочный матч чемпионата мира по футболу 1986 (стыковые игры)   |
| 21 | 28 января 1986   | «Рамат-Ган», Рамат-Ган, Израиль              | Израиль           | 1:0  | —         | Товарищеский матч                                                 |
| 22 | 26 марта 1986    | «Хэмпден Парк», Глазго, Шотландия            | Румыния           | 3:0  | 1         | Товарищеский матч                                                 |
| 23 | 23 апреля 1986   | «Уэмбли», Лондон, Англия                     | Англия            | 1:2  | —         | Rous Cup                                                          |
| 24 | 4 июня 1986      | «Неса», Несауалькойотль, Мексика             | Дания             | 0:1  | —         | Чемпионат мира по футболу 1986 (финальные игры, групповой этап)   |
| 25 | 8 июня 1986      | «Коррегидора», Сантьяго-де-Керетаро, Мексика | ФРГ               | 1:2  | —         | Чемпионат мира по футболу 1986 (финальные игры, групповой этап)   |
| 26 | 13 июня 1986     | «Неса», Несауалькойотль, Мексика             | Уругвай           | 0:0  | —         | Чемпионат мира по футболу 1986 (финальные игры, групповой этап)   |
| 27 | 10 сентября 1986 | «Хэмпден Парк», Глазго, Шотландия            | Болгария          | 0:0  | —         | Отборочный матч чемпионата Европы по футболу 1988                 |
| 28 | 15 октября 1986  | «Лэнсдаун Роуд», Дублин, Ирландия            | Ирландия          | 0:0  | —         | Отборочный матч чемпионата Европы по футболу 1988                 |
| 29 | 12 ноября 1986   | «Хэмпден Парк», Глазго, Шотландия            | Люксембург        | 3:0  | —         | Отборочный матч чемпионата Европы по футболу 1988                 |
| 30 | 18 февраля 1987  | «Хэмпден Парк», Глазго, Шотландия            | Ирландия          | 0:1  | —         | Отборочный матч чемпионата Европы по футболу 1988                 |
| 31 | 1 апреля 1987    | «Ван ден Шток», Брюссель, Бельгия            | Бельгия           | 1:4  | —         | Отборочный матч чемпионата Европы по футболу 1988                 |
| 32 | 23 мая 1987      | «Хэмпден Парк», Глазго, Шотландия            | Англия            | 0:0  | —         | Rous Cup                                                          |
| 33 | 26 мая 1987      | «Хэмпден Парк», Глазго, Шотландия            | Бразилия          | 0:2  | —         | Rous Cup                                                          |
| 34 | 9 сентября 1987  | «Хэмпден Парк», Глазго, Шотландия            | Венгрия           | 2:0  | —         | Товарищеский матч                                                 |
| 35 | 17 февраля 1988  | «Малаз», Эр-Рияд, Саудовская Аравия          | Саудовская Аравия | 2:2  | —         | Товарищеский матч                                                 |
| 36 | 27 апреля 1988   | Сантьяго Бернабеу, Мадрид, Испания           | Испания           | 0:0  | —         | Товарищеский матч                                                 |
| 37 | 17 мая 1988      | «Хэмпден Парк», Глазго, Шотландия            | Колумбия          | 0:0  | —         | Rous Cup                                                          |
| 38 | 21 мая 1988      | «Уэмбли», Лондон, Англия                     | Англия            | 0:1  | —         | Rous Cup                                                          |
| 39 | 19 октября 1988  | «Хэмпден Парк», Глазго, Шотландия            | Югославия         | 1:1  | —         | Отборочный матч чемпионата мира по футболу 1990                   |
| 40 | 22 декабря 1988  | «Ренато Кури», Перуджа, Италия               | Италия            | 0:2  | —         | Товарищеский матч                                                 |
| 41 | 8 февраля 1989   | «Цирион Атлетик Центр», Лимасол, Кипр        | Кипр              | 3:2  | 2         | Отборочный матч чемпионата мира по футболу 1990                   |
| 42 | 8 марта 1989     | «Хэмпден Парк», Глазго, Шотландия            | Франция           | 2:0  | —         | Отборочный матч чемпионата мира по футболу 1990                   |
| 43 | 26 апреля 1989   | «Хэмпден Парк», Глазго, Шотландия            | Кипр              | 2:1  | —         | Отборочный матч чемпионата мира по футболу 1990                   |
| 44 | 11 октября 1989  | «Парк де Пренс», Париж, Франция              | Франция           | 0:3  | —         | Отборочный матч чемпионата мира по футболу 1990                   |
| 45 | 28 марта 1990    | «Хэмпден Парк», Глазго, Шотландия            | Аргентина         | 1:0  | —         | Товарищеский матч                                                 |
| 46 | 25 апреля 1990   | «Хэмпден Парк», Глазго, Шотландия            | ГДР               | 0:1  | —         | Товарищеский матч                                                 |
| 47 | 16 мая 1990      | «Питтодри», Абердин, Шотландия               | Египет            | 1:3  | —         | Товарищеский матч                                                 |
| 48 | 19 мая 1990      | «Хэмпден Парк», Глазго, Шотландия            | Польша            | 1:1  | —         | Товарищеский матч                                                 |
| 49 | 28 мая 1990      | Национальный стадион, Та'Кали, Мальта        | Мальта            | 2:1  | —         | Товарищеский матч                                                 |
| 50 | 11 июня 1990     | «Луиджи Феррарис», Генуя, Италия             | Коста-Рика        | 0:1  | —         | Чемпионат мира по футболу 1990 (финальные игры, групповой этап)   |
| 51 | 6 февраля 1991   | «Айброкс», Глазго, Шотландия                 | СССР              | 0:1  | —         | Товарищеский матч                                                 |
| 52 | 27 марта 1991    | «Хэмпден Парк», Глазго, Шотландия            | Болгария          | 1:1  | —         | Отборочный матч чемпионата Европы по футболу 1992                 |
| 53 | 13 ноября 1991   | «Хэмпден Парк», Глазго, Шотландия            | Сан-Марино        | 4:0  | 1         | Отборочный матч чемпионата Европы по футболу 1992                 |
| 54 | 19 февраля 1992  | «Хэмпден Парк», Глазго, Шотландия            | Северная Ирландия | 1:0  | —         | Товарищеский матч                                                 |
| 55 | 20 мая 1992      | «Вэрсити», Торонто, Канада                   | Канада            | 3:1  | —         | Товарищеский матч                                                 |
| 56 | 3 июня 1992      | «Уллевол», Осло, Норвегия                    | Норвегия          | 0:0  | —         | Товарищеский матч                                                 |
| 57 | 12 июня 1992     | «Уллеви», Гётеборг, Швеция                   | Нидерланды        | 0:1  | —         | Чемпионат Европы по футболу 1992 (финальные игры, групповой этап) |
| 58 | 15 июня 1992     | «Идроттспаркен», Норрчёпинг, Швеция          | Германия          | 0:2  | —         | Чемпионат Европы по футболу 1992 (финальные игры, групповой этап) |
| 59 | 18 июня 1992     | «Идроттспаркен», Норрчёпинг, Швеция          | СНГ               | 3:0  | —         | Чемпионат Европы по футболу 1992 (финальные игры, групповой этап) |
| 60 | 9 сентября 1992  | «Ванкдорф», Берн, Швейцария                  | Швейцария         | 1:3  | —         | Отборочный матч чемпионата мира по футболу 1994                   |
| 61 | 28 апреля 1993   | «Да Луж», Лиссабон, Португалия               | Португалия        | 0:5  | —         | Отборочный матч чемпионата мира по футболу 1994                   |

Итого: 61 матч / 6 голов; 21 победа, 18 ничьих, 22 поражения.

#### Сводная статистика игр/голов за сборную
| Сборная          | Год              | Отборочные матчи ЧМ | Отборочные матчи ЧМ | Финальные матчи ЧМ | Финальные матчи ЧМ | Отборочные матчи ЧЕ | Отборочные матчи ЧЕ | Финальные матчи ЧЕ | Финальные матчи ЧЕ | Товарищеские матчи | Товарищеские матчи | Домашний чемпионат Великобритании | Домашний чемпионат Великобритании | Rous Cup | Rous Cup | Итого | Итого |
| Сборная          | Год              | Игры                | Голы                | Игры               | Голы               | Игры                | Голы                | Игры               | Голы               | Игры               | Голы               | Игры                              | Голы                              | Игры     | Голы     | Игры  | Голы  |
| ---------------- | ---------------- | ------------------- | ------------------- | ------------------ | ------------------ | ------------------- | ------------------- | ------------------ | ------------------ | ------------------ | ------------------ | --------------------------------- | --------------------------------- | -------- | -------- | ----- | ----- |
| Шотландия        | 1983             | —                   | —                   | —                  | —                  | 3                   | 0                   | —                  | —                  | 4                  | 1                  | 4                                 | 0                                 | —        | —        | 11    | 1     |
| Шотландия        | 1984             | —                   | —                   | —                  | —                  | —                   | —                   | —                  | —                  | 1                  | 0                  | 2                                 | 0                                 | —        | —        | 3     | 0     |
| Шотландия        | 1985             | 4                   | 0                   | —                  | —                  | —                   | —                   | —                  | —                  | 1                  | 0                  | —                                 | —                                 | 1        | 1        | 6     | 1     |
| Шотландия        | 1986             | —                   | —                   | 3                  | 0                  | 3                   | 0                   | —                  | —                  | 2                  | 1                  | —                                 | —                                 | 1        | 0        | 9     | 1     |
| Шотландия        | 1987             | —                   | —                   | —                  | —                  | 2                   | 0                   | —                  | —                  | 1                  | 0                  | —                                 | —                                 | 2        | 0        | 5     | 0     |
| Шотландия        | 1988             | 1                   | 0                   | —                  | —                  | —                   | —                   | —                  | —                  | 3                  | 0                  | —                                 | —                                 | 2        | 0        | 6     | 0     |
| Шотландия        | 1989             | 4                   | 2                   | —                  | —                  | —                   | —                   | —                  | —                  | —                  | —                  | —                                 | —                                 | —        | —        | 4     | 2     |
| Шотландия        | 1990             | —                   | —                   | 1                  | 0                  | —                   | —                   | —                  | —                  | 5                  | 0                  | —                                 | —                                 | —        | —        | 6     | 0     |
| Шотландия        | 1991             | —                   | —                   | —                  | —                  | 2                   | 1                   | —                  | —                  | 1                  | 0                  | —                                 | —                                 | —        | —        | 3     | 1     |
| Шотландия        | 1992             | 1                   | 0                   | —                  | —                  | —                   | —                   | 3                  | 0                  | 3                  | 0                  | —                                 | —                                 | —        | —        | 7     | 0     |
| Шотландия        | 1993             | 1                   | 0                   | —                  | —                  | —                   | —                   | —                  | —                  | —                  | —                  | —                                 | —                                 |          | —        | 1     | 0     |
| Всего за карьеру | Всего за карьеру | 11                  | 2                   | 4                  | 0                  | 10                  | 1                   | 3                  | 0                  | 21                 | 2                  | 6                                 | 0                                 | 6        | 1        | 61    | 6     |

## Достижения

### Командные достижения
«Данди Юнайтед»
- Чемпион Шотландии: 1982/83
- Финалист Кубка Шотландии: 1984/85
- Финалист Кубка шотландской лиги (2): 1981/82, 1984/85

 «Тоттенхэм Хотспур»
- Финалист Кубка Англии: 1986/87

 «Рейнджерс»
- Чемпион Шотландии (9): 1988/89, 1989/90, 1990/91, 1991/92, 1992/93, 1993/94, 1994/95, 1995/96, 1996/97
- Обладатель Кубка Шотландии (3): 1991/92, 1992/93, 1995/96
- Обладатель Кубка шотландской лиги (6): 1987/88, 1988/89, 1990/91, 1992/93, 1993/94, 1996/97
- Финалист Кубка Шотландии (3): 1988/89, 1993/94, 1997/98
- Финалист Кубка шотландской лиги: 1989/90

### Личные достижения
- Игрок года по версии футболистов Профессиональной футбольной ассоциации Шотландии: 1986
- Игрок года по версии Шотландской ассоциации футбольных журналистов: 1989
- Зал славы шотландского футбола: включён в 2006 году

## Тренерская карьера
30 ноября 2004 года Ричард был назначен главным тренером шотландского клуба «Ливингстон». Но долго проработать наставником «львов» Гафу не удалось — уже в мае следующего года он был уволен со своего поста после того, как выразил недовольство бюджетом на покупку новых игроков, предоставленным руководством. В период с 2007 по 2010 год Ричард работал тренером вратарей в американском клубе «Голливуд Юнайтед».

### Тренерская статистика
| Ливингстон | Шотландия | 30 ноября 2004 | 22 мая 2005 | 25 | 8 | 5 | 12 | 32,00 |
| Итого      | Итого     | Итого          | Итого       | 25 | 8 | 5 | 12 | 32,00 |

И — игры, В — выигрыши, Н — ничьи, П — поражения, % побед — процент побед 
(данные откорректированы по состоянию на 22 мая 2005)

## Личная жизнь
В 2006 году Ричард был включён в Зал славы шотландского футбола.
Ныне Гаф проживает в американском городе Сан-Диего.